# Scottia browniana
Scottia browniana är en kräftdjursart som först beskrevs av T. R. Jones 1850.  Scottia browniana ingår i släktet Scottia och familjen Cyprididae. Inga underarter finns listade i Catalogue of Life.